# Onthophagus anguicorius
Onthophagus anguicorius är en skalbaggsart som beskrevs av Antoine Boucomont 1914. Onthophagus anguicorius ingår i släktet Onthophagus och familjen bladhorningar. Inga underarter finns listade i Catalogue of Life.